# James A. Murray

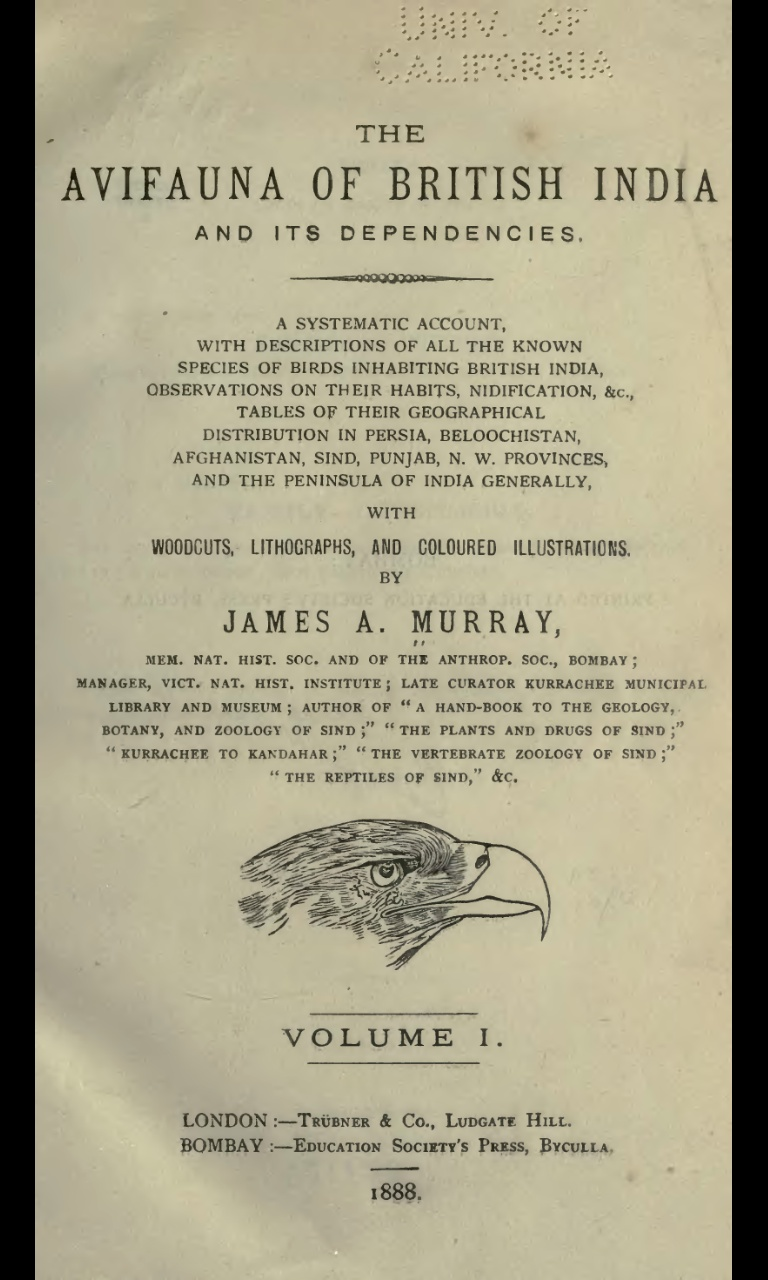
Titelblatt von Murrays Veröffentlichung «The Avifauna of British India and its dependencies» von 1887

James Alexander Murray (vor 1880 – nach 1890) war ein Naturforscher. Er war Mitglied der Bombay Natural History Society und der Anthropological Society of Bombay.

## Veröffentlichungen
- «A Handbook to the Geology, Botany, and Zoology of Sind» (1880)
- «The Plants and Drugs of Sind: being a systematic account, with descriptions, of the indigenous Flora» (1881)
- «The Vertebrate Zoology of Sind: a systematic account, with descriptions of all the known species of Mammals, Birds, and Reptiles inhabiting the province» (1884)
- «The Zoology of Beloochistan and Southern Afghanistan», 1887
- «The Avifauna of British India and its dependencies», 1887
- «Indian Birds or the Avifauna of British India», Volume 1 & 2, Trubner & Co., London (1888)
- «The Edible and Game Birds of British India with its Dependencies and Ceylon», Trubner, London (1889)
- «The Avifauna of the Island of Ceylon», Educational Society Press, Bombay (1890)